# Orthosia loandensis
Orthosia loandensis är en oleanderväxtart som beskrevs av Fontella och Valente. Orthosia loandensis ingår i släktet Orthosia och familjen oleanderväxter. Inga underarter finns listade i Catalogue of Life.